# Sporting Hockey Club de Fontenay
Lo Sporting Hockey Club de Fontenay è un club di hockey su pista avente sede a Fontenay-sous-Bois in Francia .

Il club è stato fondato nel 1970.